# Liste der Kulturdenkmäler in Gesamtanlage Kernstadt V (Fulda)
Die folgende Liste enthält die in der Denkmaltopographie ausgewiesenen Kulturdenkmäler auf dem Gebiet des Ortsteils Fulda der  Stadt Fulda, Landkreis Fulda, Hessen.
Hinweis: Die Reihenfolge der Denkmäler in dieser Liste orientiert sich an der Anschrift, alternativ ist sie auch nach der Bezeichnung oder der Bauzeit sortierbar.
Kulturdenkmäler werden fortlaufend im Denkmalverzeichnis des Landes Hessen durch das Landesamt für Denkmalpflege Hessen auf Basis des Hessischen Denkmalschutzgesetzes (HDSchG) geführt. Die Schutzwürdigkeit eines Kulturdenkmals hängt nicht von der Eintragung in das Denkmalverzeichnis des Landes Hessen oder der Veröffentlichung in der Denkmaltopographie ab.

Das Denkmalverzeichnis für diesen Bereich liegt noch nicht vor. Die bisher bekannten Bau- und Kunstdenkmäler hat das Landesamt für Denkmalpflege Hessen in sogenannten Arbeitslisten erfasst. Den Arbeitslisten liegen Erkenntnisse aus Akten, Ortsbegehungen und Denkmalinventaren, jedoch keine neuere systematische Forschung, zugrunde. Die Benehmensherstellung mit der Gemeinde gemäß § 11 Abs. 1 HDSchG ist noch nicht erfolgt.
Das Vorhandensein oder Fehlen eines Objekts in dieser Liste ist keine rechtsverbindliche Auskunft darüber, ob es Kulturdenkmal ist oder nicht: Diese Liste entspricht möglicherweise nicht dem aktuellen Stand der offiziellen Denkmaltopographie. Diese ist für Hessen in den entsprechenden Bänden der Denkmaltopographie Bundesrepublik Deutschland und im Internet unter DenkXweb – Kulturdenkmäler in Hessen einsehbar. Auch diese Quellen sind, obwohl sie durch das Landesamt für Denkmalpflege Hessen aktualisiert werden, nicht immer aktuell, da es im Denkmalbestand immer wieder Änderungen gibt.
Eine verbindliche Auskunft erteilt allein das Landesamt für Denkmalpflege Hessen.
Nutze diese Kartenansicht, um Koordinaten in der Liste zu setzen. In dieser Kartenansicht sind Kulturdenkmale ohne Koordinaten mit einem roten bzw. orangen Marker dargestellt und können in der Karte gesetzt werden. Kulturdenkmale ohne Bild sind mit einem blauen bzw. roten Marker gekennzeichnet, Kulturdenkmale mit Bild mit einem grünen bzw. orangen Marker.

## Fulda
| Bild                                       | Bezeichnung                                        | Lage                                                       | Beschreibung | Bauzeit                          | Objekt-Nr. |
| ------------------------------------------ | -------------------------------------------------- | ---------------------------------------------------------- | ------------ | -------------------------------- | ---------- |
| Bild gesucht BW                            | Gesamtanlage Löherstraße                           | Lage                                                       |              |                                  |            |
| Bild gesucht BW                            | Gesamtanlage südliche Florengasse                  | Lage                                                       |              |                                  |            |
| Bild gesucht BW                            | Gesamtanlage Kapuzinerstraße/Rangstraße            | Lage                                                       |              |                                  |            |
| Bild gesucht BW                            | Wohnhaus                                           | Am Hirtsrain 1 LageFlur: 16, Flurstück: 355/14             |              | 1897                             |            |
| Bild gesucht BW                            | Wohnhaus                                           | Am Hirtsrain 2 LageFlur: 16, Flurstück: 311/9              |              | 1890/91                          |            |
| Bild gesucht BW                            | Villa                                              | Brauhausstraße 10 LageFlur: 16, Flurstück: 1065/1          |              | 1895/96                          |            |
| Bild gesucht BW                            | Wohnhaus                                           | Brauhausstraße 13 LageFlur: 16, Flurstück: 442/14          |              | 1902                             |            |
| Bild gesucht BW                            | Wohnhaus                                           | Brauhausstraße 16 LageFlur: 16, Flurstück: 376/1           |              | 1894/95                          |            |
| Bild gesucht BW                            | Wohn- und Geschäftshaus                            | Brauhausstraße 18 LageFlur: 16, Flurstück: 498/13          |              | 1901/02                          |            |
| Umfassungsmauer                            | Umfassungsmauer                                    | Buseckstraße LageFlur: 16, Flurstück: mehrere              |              |                                  |            |
| Ehemaliges Landkrankenhaus (Wilhelmspital) | Ehemaliges Landkrankenhaus (Wilhelmspital)         | Buseckstraße 2 LageFlur: 16, Flurstück: 28/13              |              | 1810er Jahre                     |            |
| Bild gesucht BW                            | Ehemaliges Teehaus der englischen Fräulein         | Buseckstraße 15a LageFlur: 16, Flurstück: 54/2             |              | 11. Viertel des 19. Jahrhunderts |            |
| Ehemaliges Landkrankenhaus                 | Ehemaliges Landkrankenhaus                         | Buseckstraße 16 LageFlur: 16, Flurstück: 28/13             |              | 1914                             |            |
| Villa                                      | Villa                                              | Buseckstraße 18 LageFlur: 16, Flurstück: 28/13             |              | 1906                             |            |
| Fabrik der Firma Mehler                    | Fabrik der Firma Mehler                            | Edelzeller Straße 44 LageFlur: 16, Flurstück: 26/7         |              | 1914/18                          |            |
| Bild gesucht BW                            | Villa                                              | Frankfurter Straße 15 LageFlur: 19, Flurstück: 18/3        |              | 1905/06                          |            |
| weitere Bilder                             | Katholische Kirche und Hospital Zum Heiligen Geist | Löherstraße 1 LageFlur: 5, Flurstück: 413/5                |              | 1727–1733                        |            |
| weitere Bilder                             | Wohn- und Geschäftshaus, ehemaliges Waisenhaus     | Löherstraße 17 LageFlur: 5, Flurstück: 396/3               |              | 1789                             |            |
| Bild gesucht BW                            | Fabrikeingang im Hinterhof                         | Löherstraße 29 LageFlur: 5, Flurstück: 1589/381            |              | 1875                             |            |
| Bild gesucht BW                            | Wohnhaus                                           | Löherstraße 32 LageFlur: 5, Flurstück: 346/9               |              | 1876                             |            |
| weitere Bilder                             | Wohn- und Geschäftshaus                            | Löherstraße 42 LageFlur: 6, Flurstück: 370/6               |              | Mitte 18. Jahrhundert            |            |
| Bild gesucht BW                            | 2 Geschäfts- und Lagerhäuser                       | Martin-Luther-Platz 2 LageFlur: 19, Flurstück: 18/7, 18/13 |              | 1923–26                          |            |